# Nabringhen
Nabringhen è un comune francese di 168 abitanti situato nel dipartimento del Passo di Calais nella regione dell'Alta Francia.

## Storia

### Simboli
Lo stemma del comune fu proposto da Jean-Yves Lallart, appassionato di araldica, che dal 1981 al 1988 fu segretario generale dell'Arrondissement di Boulogne-sur-Mer, e si blasona:
Queste sono, senza modifiche, le insegne della famiglia dei Sainte-Aldegonde, presenti in Artois dal XII secolo, che furono gli ultimi signori del luogo. A volte erano raffigurate rose al posto delle cinquefoglie.

## Monumenti e luoghi d’interesse

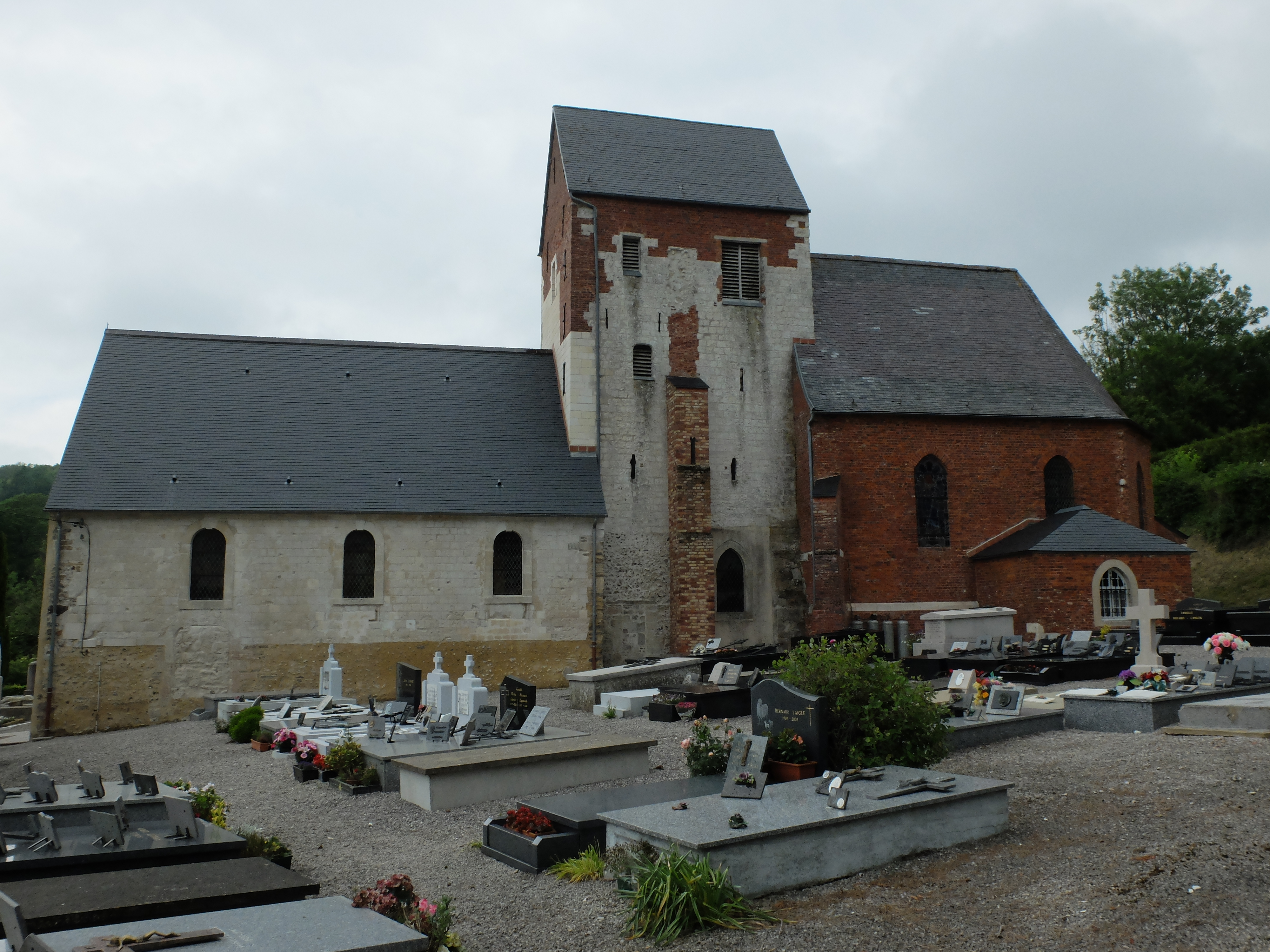
Chiesa di Santa Margherita

- La chiesa di Santa Margherita reca le tracce di successive ricostruzioni e risale a tre diverse epoche. All'interno, conserva una boiserie in legno di rovere e un soffitto in stile rinascimentale italiano risalente al XVII secolo. La sua imponente torre, situata tra il coro e la navata, ha un carattere difensivo con pareti molto spesse e feritoie strette e servì da rifugio per la popolazione colpita dalle incursioni di inglesi e spagnoli in particolare. Al piano superiore, si possono vedere i resti di un focolare che all’epoca permetteva di bollire l’olio per difendersi dagli attaccanti.[3]

## Società

### Evoluzione demografica
Abitanti censiti